# Trivial Pursuit
Trivial Pursuit er et paratvidenspil opfundet af Chris Haney og Scott Abbott i 1979. Spillet findes i forskellige udgaver anlagt efter emne eller målgruppe. På verdensplan er spillet solgt i mere end 75 millioner eksemplarer.
I den klassiske udgave er spørgsmålene inddelt i seks kategorier (Geografi, Underholdning, Historie, Kultur/litteratur, Natur/Videnskab og Sport/Fritid). Spørgsmålene læses fra et spørgsmålskort. Spillerne svarer efter tur, idet en spiller dog kan fortsætte med at svare, hvis denne formår at svare korrekt. Svarer en spiller korrekt mens vedkommende har sin spillebrik placeret på et kategorimærkefelt, erhverves et såkaldt kategorimærke (populært kaldet en "ost"), og når en spiller har erhvervet seks forskellige kategorimærker svarende til de seks kategorier, kan vedkommende forsøge at vinde spillet på spillepladens midte ved enten at besvare et spørgsmål i en kategori valgt af modspillerne eller ved at besvare et forud vedtaget antal spørgsmål fra et spørgsmålskort.

## Historien bag Trivial Pursuit
Chris Haney og Scott Abbott havde det utroligt sjovt med at stille hinanden spørgsmål om alle mulige emner.
De fik ideen til et brætspil og lavede det ved hjælp fra to af deres gode venner John Haney og Ed Werner. I 1984 blev det så populært, at de solgte det til Parker Brothers, som nu hører  under Hasbro.

## Danske versioner
Den første danske udgave kom i 1985. Siden er der udkommet talrige opdaterede og nye versioner. Følgende danske versioner er lavet:
| År   | Spil                                             | Spørgsmål | Bemærkninger                                                                                             |
| ---- | ------------------------------------------------ | --------- | --- |
| 1985 | Mastergame Genus udgave                          | 6000      | |
| 1986 | Mastergame udgave for unge spillere              | 6000      | |
| 1987 | Genus II udgave                                  | 6000      | Ekstra spørgsmål - ingen spilleplade                                                                     |
| 1988 | Underholdningsudgave                             | 3000      | Ekstra spørgsmål - ingen spilleplade                                                                     |
| 1990 | Mastergame Genus udgave - Revideret og opdateret | 6000      | 1500 nye spørgsmål                                                                                       |
| 1990 | Genus udgave                                     | 4800      | |
| 1991 | Danmarksudgave                                   | 1500      | Ekstra spørgsmål - ingen spilleplade                                                                     |
| 1992 | Junior game                                      | 1500      | |
| 1993 | Familieudgave                                    | 4800      | |
| 1995 | Familieudgave                                    | 4800      | |
| 1995 | Genus udgave                                     | 4800      | |
| 1998 | Millennium udgave                                | 1800      | |
| 2000 | Genus udgave                                     | 2400      | |
| 2000 | Familieudgave                                    | 2400      | |
| 2001 | Familieudgave                                    | 2400      | |
| 2002 | 80'erne                                          | 1800      | |
| 2002 | For børn                                         | 1500      | |
| 2003 | Familieudgave                                    | 600       | Miniformat                                                                                               |
| 2003 | Genus udgave                                     | 600       | Miniformat                                                                                               |
| 2003 | Globetrotter                                     | 1800      | |
| 2004 | 20 års jubilæumsudgave                           | 1800      | |
| 2004 | Kendte personer                                  | 600       | Miniformat                                                                                               |
| 2005 | Fodbold                                          | 600       | Miniformat                                                                                               |
| 2005 | DVD Popkultur                                    | 1950      | Ostespørgsmål på DVD                                                                                     |
| 2005 | Familieudgave                                    | 2400      | |
| 2005 | Om Grænselandet                                  | 600       | Miniformat - Lavet i samarbejde med Grænseforeningen Danmark Sydslesvig                                  |
| 2005 | Genus udgave                                     | 2400      | |
| 2006 | 90'erne                                          | 1800      | |
| 2006 | Disney Edition                                   | 1200      | |
| 2006 | Musikudgave                                      | 600       | Miniformat                                                                                               |
| 2007 | Disney Pixar                                     | 600       | Miniformat                                                                                               |
| 2007 | Pigerne mod drengene                             | 2*600     | 2*Miniformat                                                                                             |
| 2007 | Deluxe                                           | 3600      | |
| 2008 | Digital Choice                                   | 600       | Digitalt - man kunne downloade flere spørgsmål og tilkøbe endnu flere. Hasbro supporterer det ikke mere. |
| 2008 | Disney Family udgave                             | 1200      | |
| 2009 | Steal                                            | 330       | Kortspil                                                                                                 |
| 2009 | Team                                             | 288       | Holdspil                                                                                                 |
| 2009 | Bet you know it                                  | 1800      | |
| 2011 | Familieudgave                                    | 2400      | |
| 2011 | Master                                           | 3000      | |
| 2013 | Party                                            | 1200      | |
| 2014 | Famileudgave                                     | 2400      | |
| 2016 | 2000-tallet                                      | 1800      | |
| 2016 | Classic edition                                  | 2400      | |
| 2019 | Familieudgave                                    | 2400      | |
| 2021 | Decades: 2010-2020                               | 1800      | |

Endvidere er Trivial Pursuit i 2009 kommet som et konsol-spil til Wii, Xbox 360 samt PlayStation 2 og 3.